# Siège de Fukashi

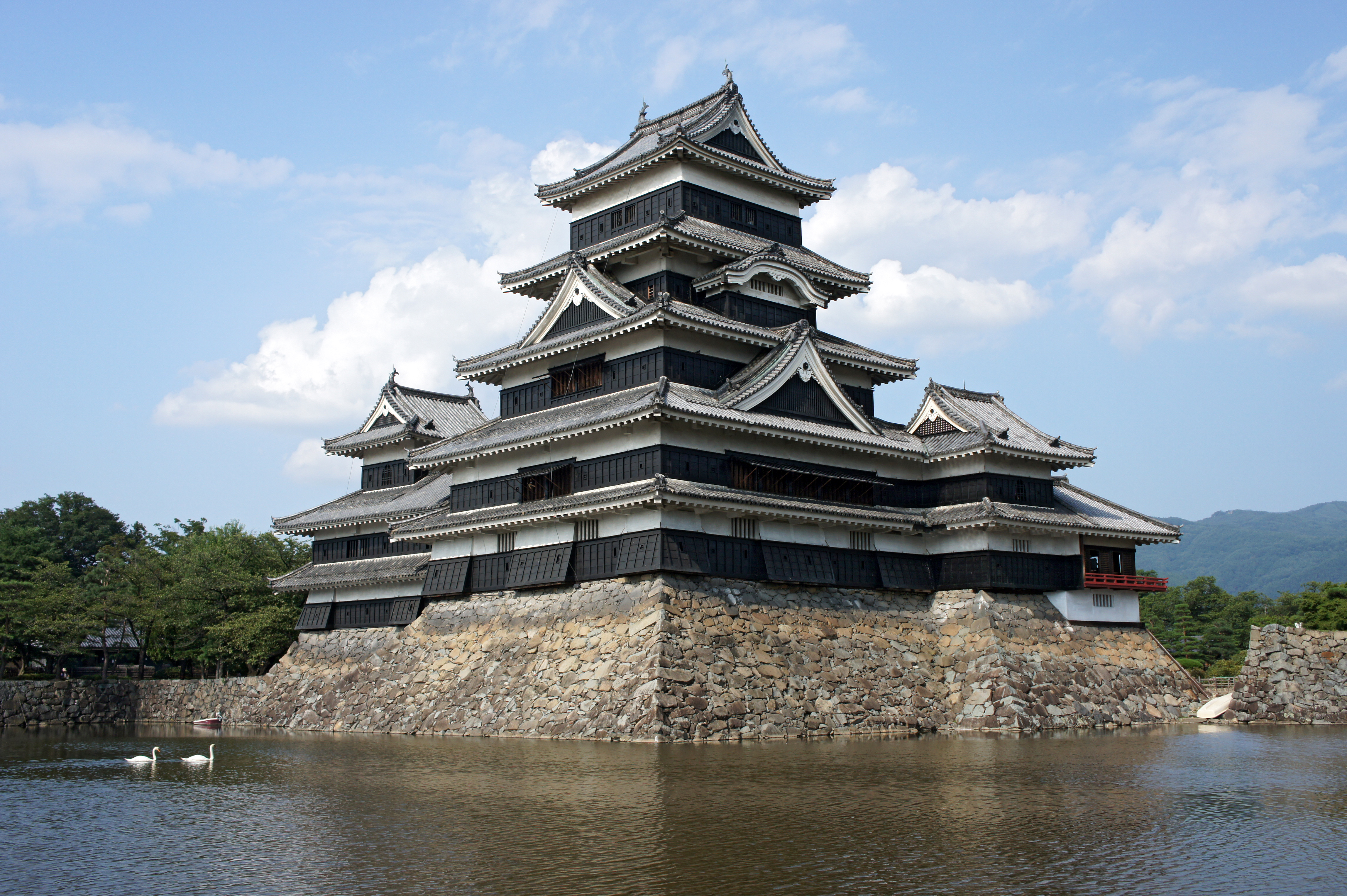

Le siège de Fukashi est mené en 1549 par Shingen Takeda lors de sa campagne destinée à prendre le contrôle de la province japonaise de Shinano. La forteresse de Fukashi est une des petites forteresses contrôlée par Ogasawara Nagatoki.
Après sa victoire, Shingen Takeda plaça Baba Nobuharu à la tête de cette forteresse.
Le château de Matsumoto se trouve sur ce site.